# Jörg Zeller
Jörg Rudolf Georg Zeller (* 28. Februar 1971 in Koblenz) ist ein deutscher Hochschullehrer, Rechtsanwalt und Wirtschaftsingenieur aus Koblenz, der sich vor allem mit Baurecht und Architektenrecht beschäftigt.

## Leben
Sein Abitur legte er 1990 am Görres-Gymnasium in Koblenz ab.
Von 1990 bis 1992 studierte er Rechtswissenschaften an der Ruprecht-Karls-Universität Heidelberg, an welcher er 1994 (nach einem Wechsel an die Universität Köln von 1992 bis 1993) auch das erste juristische Staatsexamen nach acht Semestern ablegte.
Seine Referendarzeit absolvierte Zeller von 1994 bis 1996 am Oberlandesgericht Koblenz (Rheinland-Pfalz) und legte dort auch sein zweites juristisches Staatsexamen 1996 mit Prädikat ab.
Zeller war nach dem Referendariat zunächst als Rechtsanwalt in den Kanzleien Dr. Caspers Mock & Partner, Koblenz (1996 bis 1997) und Walek Dittmann Hartmann Barg (1997 bis 1998) tätig, bevor er sich 1998 mit der Kanzlei Zeller Nitschke Schwarzburg in Koblenz selbständig machte. Aus einer Fusion dieser Kanzlei im Jahre 2006 mit der Kanzlei Neuhaus Massenkeil Conradi & Partner entstand 2006 die Kanzlei Neuhaus Massenkeil Zeller und Partner, Koblenz.
Im Jahre 2006 wurde ihm von der Rechtsanwaltskammer Koblenz der Titel „Fachanwalt für Bau- und Architektenrecht“ aufgrund besonderer theoretischer und praktischer Erfahrungen und Kenntnisse verliehen.
Berufsbegleitend promovierte Zeller an der Ruprecht-Karls-Universität Heidelberg bei Olaf Miehe in den Jahren 2000–2007 zum Thema „Dogmatische und empirische Untersuchungen zur Einstellungspraxis der Staatsanwaltschaften im Betäubungsmittelstrafrecht“.
Ebenfalls berufsbegleitend absolvierte er von 2009 bis 2012 ein zusätzliches Studium an der Hochschule Kaiserslautern, welches er 2012 als Dipl.-Wirtsch.-Ing. (FH) abschloss.
2012 wurde Zeller als Professor an die Hochschule Kaiserslautern (Fachbereich Bauen und Gestalten; Studiengang Bauingenieurwesen) für die Themen Baurecht, Architektenrecht und Wirtschaftsrecht berufen. Dort lehrt er im Bachelor- und Masterstudiengang privates Baurecht, öffentliches Baurecht, Architektenrecht, Vergaberecht und Rechtslehre für angehende Bauingenieure und Architekten.
2014 schied Zeller aus der Kanzlei Neuhaus Massenkeil Zeller und Partner aus, deren Partner und Namensgeber er von 2006–2014 war und ist seither neben seiner Tätigkeit als Hochschullehrer in der eigenen Kanzlei für Bau- und Architektenrecht in Koblenz als Rechtsanwalt tätig.

## Publikationen
- Dogmatische und empirische Untersuchungen zur Einstellungspraxis der Staatsanwaltschaften im Betäubungsmittelstrafrecht. Zugleich Diss. Universität Heidelberg, Logos-Verlag, Berlin 2007. ISBN 978-3-832-51572-0
- Baurecht für Architekten, Ingenieure und Techniker. Grundlagen und Praxiswissen zum privaten Baurecht. Hanser Fachbuchverlag, 2019. ISBN 978-3-446-44370-9